# 20 серпня
20 серпня  — 232-й день року (233-й у високосні роки) у григоріанському календарі. До кінця року залишається 133 дні.

## Свята та пам'ятні дні

### Міжнародні
- Всесвітній день москітів.
- Всесвітній день ліні.

### Національні
- Естонія: День відновлення незалежності (1991)
- Угорщина: День Святого Іштвана, засновника угорської держави.
- Марокко. День народної революції.
- Непал. День королеви-матері.
- Сенегал. День незалежності.
- Тайвань. День кохання.
- США: Національний день радіо.

### Релігійні

#### Християнство
Католицизм
- День Пророка Самуїла.
- День Святого Освіна.
- День Святого Бернарда Клервоського.

Православ'я
- Пророка Самуїла.
- Мучеників Севира і Мемнона і з ними 37 мучеників.

Англіканство
- День Святого Вільям Бута.

### Іменини
- Православні: Самуїл[1].

## Події
- 1619 — голландський корабель доставив до Америки перших 20 африканських тубільців, які були продані в рабство мешканцям колонії Джеймстаун.
- 1627 — вийшов перший словник української мови «Лексіконъ славенноросскій і именъ тълкованіє» Памви Беринди.
- 1741 — відкриття Аляски данським мореплавцем на службі в РІ, капітаном-командором Вітусом Берингом.
- 1809 — арештований французами Папа Римський Пій VII перепроваджений із Савони до Гренобля.
- 1864 — в Японії стався інцидент біля Імператорських воріт.
- 1868 — у США офіційно проголошено закінчення війни Півночі і Півдня.
- 1896 — у Києві відбулось освячення кафедрального собору святого Володимира.
- 1896 — у США запатентований телефон з набірним диском.
- 1920 — у районі Замостя 6-та стрілецька дивізія Дієвої армії УНР успішно провела бої з частинами Червоної армії
- 1925 — засновано Канівський музей-заповідник «Могила Т. Г. Шевченка». Тепер — Шевченківський національний заповідник у м. Каневі.
- 1941 — видано декрет про створення райхскомісаріату «Україна» з центром у Рівному.
- 1941 — відступаючою Червоною армією підірваний Дніпрогес, внаслідок чого загинуло понад 100 тис. осіб.
- 1964 — створено Міжнародну організацію із супутників зв'язку ІНТЕЛСАТ.
- 1968 — СРСР та країни Варшавського пакту вторглися до Чехословаччини для придушення Празького повстання.
- 1980 — міністерство зв'язку УРСР віддало розпорядження про глушіння радіостанцій «Голос Америки» (США), «Бі-Бі-Сі» (Велика Британія) і «Німецька хвиля» (ФРН).
- 1989 — відкрилися 15-ті Ігри Південно-Східної Азії в Куала-Лумпурі (Малайзія).
- 1991 — Естонія проголосила свою незалежність від СРСР.
- 1991 — ГКЧП: у Москві біля Білого дому, в Ленінграді на Двірцевій, у Києві, Львові тощо площі відбулися велелюдні мітинги протесту проти політики так званого Державного комітету з надзвичайного стану.
- 1991 — закрито Семипалатинський ядерний полігон.
- 1996 — Президентом США Біллом Клінтоном встановлена мінімальна заробітна плата в країні — 5,15 долара за годину.

## Народились
Дивись також Категорія:Народились 20 серпня
- 1561 — Якопо Пері (1561-12.8.1633), італійський композитор, автор перших опер.
- 1625 — Тома Корнель, французький драматург і лібретист, молодший брат П'єра Корнеля.
- 1827 — Штраус Йозеф, австрійський композитор, скрипаль і диригент; син відомого композитора Йоганна Штрауса.
- 1827 — Шарль Де Костер, бельгійський письменник («Легенда про Уленшпігеля»)
- 1833 — Бенджамін Гаррісон, 23-й президент США
- 1847 — Болеслав Прус /Олександр Гловацький/(1847-19.5.1912), польський письменник («Форпост», «Лялька», «Фараон»).
- 1863 — Олександр Андріяшев, український історик, архівіст, археограф (п. 1933)
- 1884 — Омелян (Ковч), український греко-католицький священик-місіонер, ісповідник, капелан УГА, громадський діяч, праведник світу.
- 1890 — Говард Лавкрафт, американський письменник, писав у жанрах жахів, містики, фентезі, наукової фантастики, поєднуючи їх в оригінальному стилі (лавкрафтівські жахи). Дружина Лавкрафта письменниця Соня Грін, народилася в українському місті Ічня.
- 1893 — Вітаутас Пранас Бічюнас (лит. Vytautas Pranas Bičiūnas), литовський критик, драматург, режисер, прозаїк, художник. Засланий радянським окупаційним урядом до уральських таборів, розстріляний у Свердловську.
- 1901 — Сальваторе Квазімодо, італійський поет, Нобелівський лауреат 1959 року («Життя не сон», «Земля незрівнянна»).
- 1921 — Жаклін Сюзан (1921-21.9.1974), американська письменниця, автор «жіночих бестселерів» («Долина ляльок» — понад 30 мільйонів накладів).
- 1924 — Платон Костюк, український фізіолог і біофізик
- 1926 — Едуард Елян, заслужений льотчик-випробувач СРСР, що підняв у повітря перший у світі надзвуковий пасажирський літак Ту-144, Герой Радянського Союзу.
- 1939 — Валерій Шевчук, український письменник-шістдесятник, майстер психологічної і готичної прози.
- 1947 — Януш Юхницький, український актор львівського драматичного театру імені Марії Заньковецької, народний артист України.
- 1966 — Даймбеґ Деррелл, співзасновник і колишній член гурту Pantera.
- 1967 — Етгар Керет, ізраїльський письменник.
- 1994 — Артем Амелін, військовослужбовець Національної гвардії України. Герой України (посмертно).
- 2003 — Габріель Бельгійський, перший син короля Бельгії Філіпа I.

## Померли

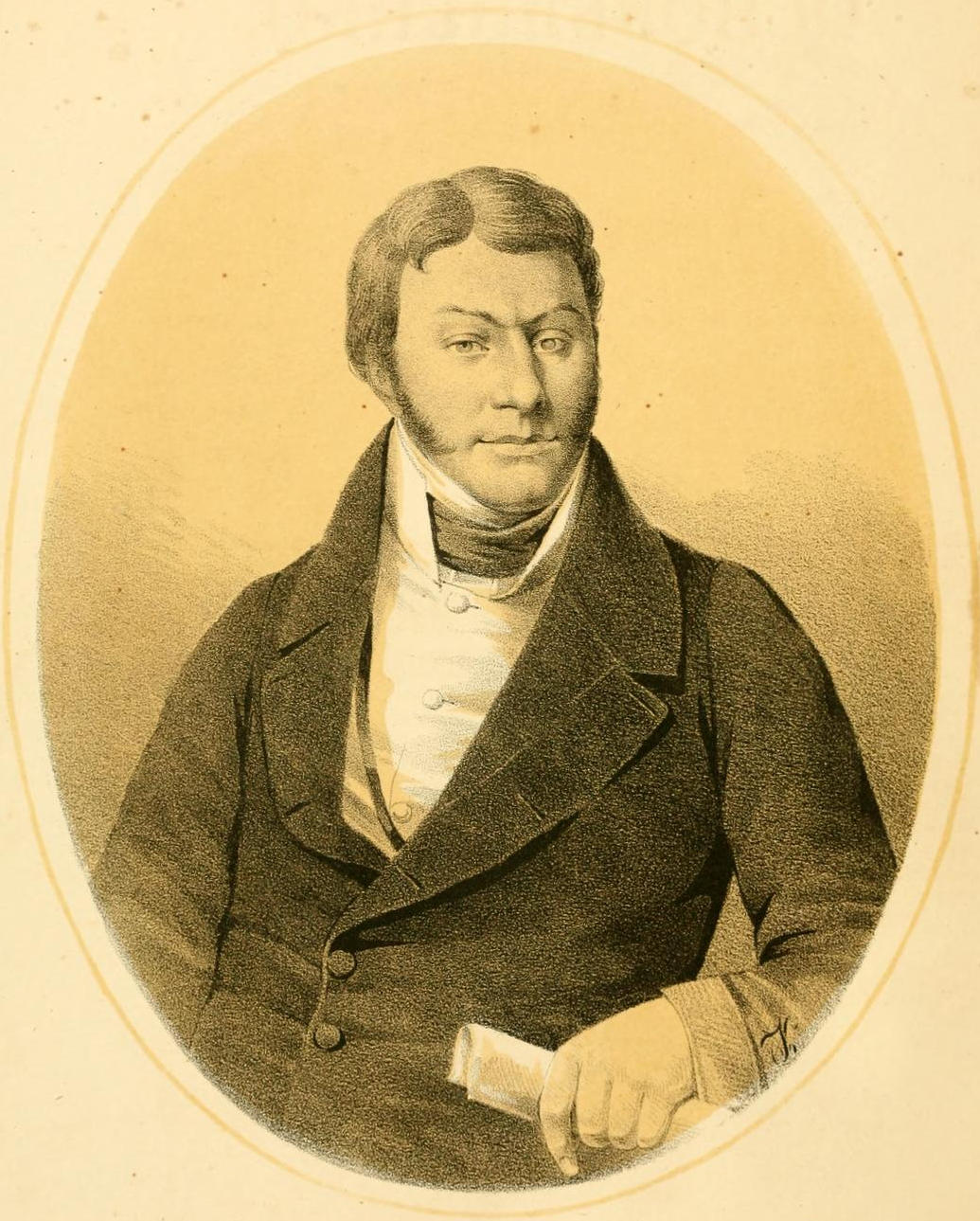
Квітка-Основ'яненко

Матвій Шестопал

Дивись також Категорія:Померли 20 серпня
- 1651 — князь Ярема Вишневецький, воєвода руський..
- 1823 — Фрідріх Арнольд Брокгауз, німецький видавець, засновник видавничої фірми «Брокгауз»

- 1843 — Григорій Квітка-Основ'яненко, український прозаїк, драматург, журналіст, літературний критик і культурно-громадський діяч.
- 1919 — Іван Луцькевич, ініціатор білоруського національного руху (нар. 9 червня 1881)
- 1944 — вбитий Липа Юрій Іванович український письменник, ідеолог українського націоналізму.
- 1965 — Іздебський Володимир Олексійович, український та американський скульптор, живописець, художній критик, організатор салонів. Батько української письменниці Паоли Утевської (1911—2001).
- 1980 — Джо Дассен, французький співак і музикант з єврейським корінням українсько-американського походження.

- 1986 — Матвій Шестопал, український журналіст, публіцист, науковець, кандидат філологічних наук, декан факультету журналістики Київського університету імені Тараса Шевченка (1955—1957). Репресований в роки СРСР за звинуваченням в українському буржуазному націоналізмі.
- 2012 — Мелес Зенаві, президент (1991—1995) і чинний (від 1995) прем'єр-міністр Ефіопії
- 2013 — Елмор Джон Леонард-молодший, американський письменник та сценарист.